# Władysław Odonic
Władysław Odonic, på svenska även Vladislav, med smeknamnet Plwacz "spottaren", född omkr. 1190, död 5 juni 1239, var hertig av Kalisz 1207–1217, hertig av Poznań 1216–1217, herre till Ujście 1223, från 1225 herre till Nakło, regerande hertig av Storpolen 1229–1234, från 1234 endast hertig över nordöstra Storpolen (nordost om Warta).

## Biografi
Władysław tillhörde huset Piasts storpolska gren och var son till hertig Odon av Poznań och dennes hustru Viacheslava. Därigenom var han även sonson till seniorhertigen Mieszko III av Polen, brorson till seniorhertigen Vladislav III av Storpolen och dotterson till Jaroslav Vladimirovich Osmomysl, furste av Halych. Efter faderns död 20 april 1194 uppfostrades Władysław av sin farbror, hertigen Vladislav III, som regerade södra Storpolen i hans namn.
Vid Władysławs myndighet 1206 övertog han regeringen av sin fars hertigdöme, med undantag för Kalisz, som förlänats av Mieszko III till släktingen Henrik I av Schlesien, mot att Władysław erhöll Lubusz. Władysław var dock missnöjd med denna fördelning av faderns arv och förklarade krig mot Vladislav III för att avsätta honom, med brett stöd från Storpolens adelsmän och ärkebiskopen av Gniezno, Henryk Kietlicz. Ärkebiskopen lyste Vladislav III i bann. Efter ett militärt misslyckande tvingades dock ärkebiskopen och Władysław att överge Storpolen och hertigen tvingades fly till Henrik I:s hov i Schlesien. 1207 lät Henrik I honom överta hertigdömet Kalisz, som del i hans politik mot Vladislav III, med villkoret att om Władysław skulle lyckas återta sina storpolska domäner så skulle Kalisz återgå till Henrik I.
Vid ett möte i Głogów 1208 kom Henrik I, biskopen av Lubusz och biskopen av Poznań överens om att återinsätta ärkebiskop Henryk Kietlicz, mot att denne hävde bannlysningen. Władysław gick dock lottlös ur avtalet.